# Pseudozethus pseudospinosus
Pseudozethus pseudospinosus är en stekelart som beskrevs av Giordani Soika. Pseudozethus pseudospinosus ingår i släktet Pseudozethus och familjen Eumenidae. Inga underarter finns listade i Catalogue of Life.